# Туба-Зангария
Туба-Зангария (ивр. טובא-זנגרייה‎, араб. طوبه زنغرية‎) — местный совет в Северном округе Израиля. Был образован в 1988 году путём объединения деревень Туба и Зангария.
Расположен к северу от Тивериадского озера, недалеко от реки Иордан, на высоте 290 м над уровнем моря. Площадь совета составляет 1,962 км².

## Население
По данным Центрального статистического бюро Израиля, население на начало 2020 года составляло 6 776 человек.
По данным на 2005 год 99,9 % населения было представлено арабами-мусульманами.
Динамика численности населения по годам:
| 1945 | 1961 | 1972 | 1983 | 2003 | 2007 | 2010 | 2012 |
| ---- | ---- | ---- | ---- | ---- | ---- | ---- | ---- |
| 590  | 700  | 1300 | 2200 | 4917 | 5414 | 5700 | 5900 |